# John Robinson (batteur)
Pour les articles homonymes, voir John Robinson et Robinson.
John Frederick Robinson, connu professionnellement sous le nom de John « JR » Robinson (né le 29 décembre 1954 à Creston, Iowa )  est un batteur américain et un musicien de session. Il est principalement connu pour son travail avec Quincy Jones, notamment l'album multiplatinum Off the Wall de Michael Jackson et le single caritatif We Are the World. 
John Robinson a fréquenté le Berklee College of Music à Boston. En outre, il a sorti deux albums solo: Funkshui (2004) et Platinum (2007). Il a été intronisé au Iowa Rock 'n Roll Music Association Hall of Fame en 2005. 
John Robinson a joué sur des dizaines de bandes originales de films, dont Grand Canyon, ER, My Cousin Vinny, Jerry Maguire, The Bodyguard, Independence Day, Man of Steel, Space Jam, That Thing You Do! et Batman v Superman: Dawn of Justice . 
John Robinson anime l'émission de radio "Vinyl Night" sur les ondes de EnterTalk Radio. 

## Discographie

### Avec Rufus
- Numbers
- Masterjam
- Party 'Til You're Broke
- Camouflage
- Seal in Red
- Stompin' at the Savoy – Live – (1983 Grammy pour "Ain't Nobody")

### En tant que sideman
- Agnetha Fältskog (I Stand Alone)
- Anita Baker (Rapture – "No One in the World")
- Barbra Streisand ("Timeless" tour)
- Boz Scaggs (Other Roads)
- Buffy Sainte-Marie (Coincidence and Likely Stories)
- Chaka Khan (I Feel for You)
- Chicago (Chicago 17)
- Curtis Stigers (Curtis Stigers)
- Daft Punk (Random Access Memories)
- David Benoit (Shadows)
- David Foster (Hit Man: David Foster & Friends)
- David Lee Roth ("Just a Gigolo", "California Girls")
- DeBarge (Rhythm of the Night)
- Donna Summer (Donna Summer)
- Eric Clapton ("Change the World")
- George Benson (Give Me the Night, While the City Sleeps...)
- Greg Phillinganes (Pulse)
- Herbie Hancock (Magic Windows, Lite Me Up)
- John Fogerty (Eye of the Zombie, Centerfield)
- Jennifer Love Hewitt (Let's Go Bang)
- Karen Carpenter (Karen Carpenter)
- Laura Branigan (Self Control)
- Lionel Richie (Lionel Richie, Can't Slow Down – "All Night Long (All Night)”, Dancing on the Ceiling – "Dancing on the Ceiling", "Say You, Say Me")
- Lisa Stansfield (Seven)
- Luis Miguel (20 Años)
- Madonna (Like a Prayer – "Express Yourself")
- Michael Jackson (Off the Wall, Bad)
- Mike Oldfield (Tubular Bells II),("Man on the Rocks")
- Natalie Cole (Stardust)
- Patrice Rushen (Watch Out)
- Patti Austin (Every Home Should Have One – "Baby, Come to Me", Patti Austin, The Real Me)
- Peter Cetera ("One Good Woman")
- Pointer Sisters (Black &amp; White – "Slow Hand", So Excited! – "I'm So Excited", Break Out)
- Quincy Jones (The Dude, Back on the Block, Q's Jook Joint, From Q With Love)
- Rod Stewart (Vagabond Heart – "Rhythm of My Heart")
- Sadao Watanabe (Maisha, Birds of Passage)
- Seal (Seal)
- Steve Winwood (Back in the High Life – "Back in the High Life Again", "The Finer Things", "Higher Love", Roll with It)
- Sergio Mendes (Confetti)
- The Brothers Johnson (Light Up the Night – “Stomp!”, Winners, – “The Real Thing”)
- USA for Africa (We Are the World – "We Are the World")
- Wilson Phillips (Wilson Phillips with No. 1 singles "Hold On", "Release Me", "You're in Love")